# Taekwondo nos Jogos Pan-Americanos de 2023 - Até 57 kg feminino
A categoria até 57 kg feminino do taekwondo nos Jogos Pan-Americanos de 2023 foi disputado em 22 de outubro de 2023 no Centro de Esportes de Contato, localizado no cluster do Estádio Nacional. Um total de 13 taekwondistas, cada uma representando um Comitê Olímpico Nacional (CON), participaram do evento.

## Medalhistas
| Ouro   | CAN Skylar Park                       |
| Prata  | BRA Maria Clara Pacheco               |
| Bronze | USA Caitlyn Cox PAN Carolena Carstens |

## Resultados
A competição foi realizada em um único dia até a definição das medalhistas:

### Fase eliminatória
|  | Oitavas de final       | Oitavas de final       | Oitavas de final |  |  | Quartas de final        | Quartas de final        | Quartas de final        |   |                      | Semifinal            | Semifinal       | Semifinal |  |  | Final | Final | Final |
|  |                        |                        |                  |  |  |                         |                         |                         |   |                      |                      |                 |           |  |  |       |       |       |
|  |                        |                        |                  |  |  |                         |                         |                         |   |                      |                      |                 |           |  |  |       |       |       |
|  |                        |                        |                  |  |  | CAN Skylar Park         | CAN Skylar Park         | 2                       |   |                      |                      |                 |           |  |  |       |       |       |
|  | DOM Mayerlin Mejía     | DOM Mayerlin Mejía     | 0                |  |  | USA Caitlyn Cox         | USA Caitlyn Cox         | 0                       |   |                      |                      |                 |           |  |  |       |       |       |
|  | USA Caitlyn Cox        | USA Caitlyn Cox        | 1                |  |  |                         |                         |                         |   | CAN Skylar Park      | CAN Skylar Park      | 2               |           |  |  |       |       |       |
|  | PAN Carolena Carstens  | PAN Carolena Carstens  | 2                |  |  |                         | PAN Carolena Carstens   | PAN Carolena Carstens   | 1 |                      |                      |                 |           |  |  |       |       |       |
|  | ECU Carla Tito         | ECU Carla Tito         | 1                |  |  | PAN Carolena Carstens   | PAN Carolena Carstens   | 2                       |   |                      |                      |                 |           |  |  |       |       |       |
|  | BOL María Celeste Áñez | BOL María Celeste Áñez | 2                |  |  | BOL María Celeste Áñez  | BOL María Celeste Áñez  | 0                       |   |                      |                      |                 |           |  |  |       |       |       |
|  | CRC Nishy Lee Lindo    | CRC Nishy Lee Lindo    | 1                |  |  |                         |                         |                         |   |                      | CAN Skylar Park      | CAN Skylar Park | 2         |  |  |       |       |       |
|  |                        |                        |                  |  |  |                         | BRA Maria Clara Pacheco | BRA Maria Clara Pacheco | 1 |                      |                      |                 |           |  |  |       |       |       |
|  |                        |                        |                  |  |  | BRA Maria Clara Pacheco | BRA Maria Clara Pacheco | 2                       |   |                      |                      |                 |           |  |  |       |       |       |
|  | VEN Alexmar Sulbarán   | VEN Alexmar Sulbarán   | 2                |  |  | VEN Alexmar Sulbarán    | VEN Alexmar Sulbarán    | 0                       |   |                      |                      |                 |           |  |  |       |       |       |
|  | ARG Carla Godoy        | ARG Carla Godoy        | 1                |  |  |                         |                         |                         |   | MEX Fabiola Villegas | MEX Fabiola Villegas | 0               |           |  |  |       |       |       |
|  | PER Camila Cáceres     | PER Camila Cáceres     | 0                |  |  |                         | BRA Maria Clara Pacheco | BRA Maria Clara Pacheco | 2 |                      |                      |                 |           |  |  |       |       |       |
|  | ESA Allison Montano    | ESA Allison Montano    | 2                |  |  | ESA Allison Montano     | ESA Allison Montano     | 0                       |   |                      |                      |                 |           |  |  |       |       |       |
|  |                        |                        |                  |  |  | MEX Fabiola Villegas    | MEX Fabiola Villegas    | 2                       |   |                      |                      |                 |           |  |  |       |       |       |
|  |                        |                        |                  |  |  |                         |                         |                         |   |                      |                      |                 |           |  |  |       |       |       |

### Repescagem
|  | Disputa pelo bronze  |                      |   |
|  |                      |                      |   |
|  | MEX Fabiola Villegas | MEX Fabiola Villegas | 0 |
|  | USA Caitlyn Cox      | USA Caitlyn Cox      | 2 |

|  | Disputa pelo bronze   |                       |   |
|  |                       |                       |   |
|  | PAN Carolena Carstens | PAN Carolena Carstens | 2 |
|  | VEN Alexmar Sulbarán  | VEN Alexmar Sulbarán  | 0 |